# Hombre Inmortal
El Hombre Inmortal (inglés: Inmortal-Man) (Dusty Collins), es un superhéroe, creado por la editorial DC Comics. Apareció por primera vez en National Comics (ahora DC Comics) como una de las historietas insignia de ciencia ficción que se publicó en las páginas de Strange Adventures Vol. 1 # 177 (junio de 1965). El Hombre Inmortal, fue miembro de un grupo de héroes conocido como Los Héroes Olvidados (Forgotten Heroes).

## Historia sobre la Publicación
El personaje del Hombre inmortal, apareció por primera vez en la historia "Yo viví cien vidas", su primera historia central, en las páginas de la historieta Strange Adventures Vol. 1 #177 (junio de 1965), una historia de ocho páginas dibujada por Jack Sparling. Aún no hay claridad quién creó el personaje, sin embargo, todo apunta a Sparling. Aunque no era un personaje regular para el título de la historieta, el Hombre Inmortal volvería a aparecer en las páginas de Strange Adventures Vol. 1 #185 (enero de 1966), con una historia de 16 páginas, posteriormente, volvería a reaparecer, en Strange Adventures Vol. 1 #190 (junio de 1966) y en el número #198 en una historia de 12 páginas. Jack Sparling se había encargado de dibujar estas cuatro aventuras, y Dave Wood había escrito al menos dos de ellas (la #185 y la #190).Además, El Hombre Inmortal también aparecería en las portadas de dichas historias.
Posteriormente, el personaje volvería a aparecer junto con los Forgotten Heroes en las páginas de Action Comics Vol. 1 # 552 - # 553 (febrero-marzo de 1984) escrito por Marv Wolfman y dibujado por Gil Kane, así como en DC Comics Presents Vol. 1 #77 - 78 (enero-febrero de 1985), también escrito por Marv Wolfman, Curt Swan y David hunt (como artista); además, estas historias se conectaron con una importante historia de DC Comics, justamente durante la Crisis en Tierras infinitas. El personaje volvería brevemente en las páginas de Animal Man #23 (mayo de 1990), The Flash Vol.2 #48 - 50 (marzo - mayo de 1991), siendo escrito por William Messner-Loeb, y una aparición final en la historieta de Resurrection Man, siendo escrito por Dan Abnett, dibujado por Andy Lanning, en Resurrection Man Vol.1 #25 - 27 (junio a agosto de 1999).

## Biografía Ficticia del personaje

### Pre-Crisis
De acuerdo al origen del personaje, la historia de origen del Hombre Inmortal se remonta 50.000 años, antes de la era del hombre moderno, durante la época conocida como la prehistoria. El Hombre Inmortal, fue un Hommo Sapiens Cro-Magnon, de la tribu del Oso, llamado Klarn, quien fuera el líder de la mencionada tribu, y que en su tiempo, fue contemporáneo de Anthro, el primer hombre, y con quien compartió aventuras, ambos siendo enemigos del hombre Cro-Magon de la Tribu del Lobo, Vandar Adg. Tanto Klarn como Vandar se convirtieron en seres inmortales a causa de la radiación de un meteorito, cuando luchaba contra Vandar, el que sería conocido como el Hombre Inmortal, adquirió sus poderes a partir de un fragmento del meteorito del que se había estrellado gracias a que parte del meteorito se fragmentó y que recogió del suelo, convirtiéndose en un amuleto por el cual se encargaría de otorgarle sus poderes; este fragmento, siendo una tectita, un tipo de roca espacial proveniente del meteorito, se convirtió en su secreto personal, que le otorgaría el poder de resurrección, además, adquirió otra serie de poderes, tales como: super-fuerza y la capacidad para volar, junto con otros poderes. Durante milenios, el Hombre Inmortal ha convivido con los Babilonios, egipcios, griegos, romanos , cartagineses, fue destacado como guerrero árabe así como un caballero medieval, un guerrero a caballo mongol así como fue muchas otras personas. Cada vez que moría, regresaba como otra persona, a veces como adulto, a veces como niño, y a lo largo de la historia, se había convertido en el enemigo de Vandar Adg -que más tarde se le conocería como Vandal Savage-.
Cuando apareció por primera vez en tiempos modernos, el Hombre Inmortal renació como un huérfano llamado Mark, con un pasado misterioso, por el cual tiene poca memoria, y con muchas habilidades en diversas áreas, tales como tauromaquia, conocimientos de la cultura guerrera de los Samurái y artes culinarias, sin poder saber el por qué o como lo recuerda. Finalmente regresa al orfanato donde se crio y obtiene el preciado amuleto milenario característico en todas sus vidas pasadas, cuya joya sería la que le muestra sus vidas pasadas y sus respectivos poderes. Poco después, instintivamente utilizaría sus poderes que resultaron ser similares que habían sido guardados en un casco cuando estalló un reservorio, pero moriría cuando una caldera destruyó la escuela del orfanato cuando rescataba a unos niños. Más adelante, aparecería de repente en la selva como adulto, ahora como un Hombre de la selva, luego, algunos meses más tarde, aparecería con sus recuerdos de quién ha sido anteriormente y al darse cuenta comprende que sus reencarnaciones le otorgan un nuevo cuerpo nuevo cada vez que muere. En los meses siguientes, vuelve a morir, cuando perseguía a un par de cazadores de tesoros que buscaban una bestia mítica, y que había sido arrastrado cuando conjuró un hechizo con su casco místico, sin embargo, lo vuelve a ocultar de la gente muriendo de nuevo a causa de una explosión de una bomba-cohete que había construido por el mismo casco, un artefacto místico que todos estos años le había acompañado junto a su amuleto. En ese momento, Helen Phelps, una muchacha cazadora de tesoros, se había enamorado de él y descubrió su habilidad secreta para la reencarnación. Con esto, ella logra reencontrarse con el otra vez, sin embargo, el Hombre Inmortal vuelve a morir, tras una misión en el cual, luego de que estallase una bomba que buscaba cerrar una grieta dimensional en el espacio con el fin de sellarla para evitar una serie de peligros para la Tierra.
Años después, sería convocado el Hombre Inmortal por parte de los Sea Devils, Cave Carson, Animal Man, Congo Bill, Rip Hunter y Rick Flag del Escuadrón Suicida así como Dolphin, con el objetivo de detener a un Superman que había sido infectado con antiguas esporas venenosas creadas por Vandal Savage. El Hombre Inmortal llama a este grupo como Los héroes olvidados.. Inmediatamente de ayudar a salvar a Superman de las esporas, ayudan a Superman derrotar a un grupo de supercriminales superpoderosos como son Kraklow el Mago y Enchantress haciéndose llamar Los Villanos olvidados, pero el Hombre Inmortal muere para salvar a Dolphin luego de que un Faceless Hunters, un cazador alienígena proveniente del planeta Saturno le lanzara una gran roca pesada. Posteriormente, reencarnaría como un joven atacado. En última instancia, el Hombre Inmortal se sacrificaría asimismo "siendo borrado de toda existencia posible" siendo uno de los héroes que salvaron al mundo durante la "Crisis en las Tierras Infinitas".

### Post-Crisis
Durante la etapa de la nueva continuidad post- crisis, la historia del meteorito que le otorgó los poderes a Vandar Adg y a Klarn, sobre el poder de la inmortalidad, por la que obtuvieron sus poderes, resulta que de debió a un meteorito arrojado desde el futuro, a través del tiempo, por una serie de acontecimientos a causa de unos agentes desconocidos, aterrizando en lo que se convertiría en el bosque de las Ardenas hace 1,93 millones de años, durante el período Pleistoceno.
A pesar de parecer después de haber sido borrado de la existencia durante la crisis, el Hombre Inmortal había regresando como una niña aparentemente. Ocho años más tarde, el resto de los Héroes Olvidados, con la ayuda de Mitch Shelley, mejor conocido como el Hombre Resurrección -por el cual, por mucho tiempo se llegó a sospechar que era realmente el verdadero Hombre Inmortal- luego de que fuese descubierto que Vandal Savage había mantenido al Hombre Inmortal prisionero durante muchos años. Junto al Hombre Resurrección, Vandal Savage y un reacio Hombre Inmortal, que fueron contra una criatura que había provenido con ellos en su viaje a través del tiempo, y que había llegado en un segundo meteorito de manera temporal a la Tierra -dicho meteorito, Vandal Savage estuvo siguiendo con anterioridad, con la esperanza de utilizar su poder para poder incrementar sus habilidades obtenidas con el meteorito que le concedió sus poderes la primera vez. Este Warp Child borra a muchos de los héroes del mundo, incluyendo a la Liga de la Justicia y a los Jóvenes Titanes de la realidad, y solo sería derrotado cuando el Hombre Inmortal funde su amuleto del fragmento del meteorito original (la tectita mencionada antes) con la criatura haciéndola sobrecargar- haciendo que ambos sean borrados de la existencia.

### DC Renacimiento
COn el relanzamiento de la Continuidad con Los Nuevos 52 no se supo de su posible existencia en el reboot del Universo DC y con la retrocontinuidad de DC: Renacimiento, se describió que el personaje ahora será relanzado por medio del evento conocido como Dark Nights: Metal con el estreno del sello editorial llamado "Dark Matter", en el que fue anunciada una nueva serie donde el personaje será reintroducido de nuevo, su serie debutará en el mes de septiembre de 2017.

## Versiones Alternativas
Durante los acontecimientos de la Crisis Final, en el cómic Crisis Final: Superman más allá #1, Superman viaja brevemente y llega a Tierra-20, donde existen versiones alternas sobre un grupo de héroes, en los que se encuentra los más antiguos personajes de DC Comics que han existido, como es el caso de una versión llamada "La Sociedad de los Super-Heroes", un mundo "pulp" basado en los personajes de la Sociedad de la Justicia de América, liderado por Doc Fate además, se incluyó a una versión de Immortal Man, además, estemundo volvería a aparecer en las páginas de la serie limitada El Multiverso. El escritor Grant Morrison, el escritor de dicha serie limitada describió que Tierra-20 es un "mundo retro de los años 40".' En dicha serie, se reveló que  La Sociedad de Superhéroes: Conquistadores del Contra-Mundo #01 (2014), reveló que el Hombre Inmortal de Tierra-20 es el personaje conocido como Anthro, quien fue expuesto al mismo meteorito que le otorgó a Vandal Savage sus poderes sobre él. Él y la Sociedad de Superhéroes de Doc Fate son la última defensa que tiene Tierra-20 de una invasión de su mundo gemelo, Tierra-40.

## Poderes y habilidades
- El Hombre Inmortal ganó sus poderes gracias a una tecnología avanzada proveniente del futuro, puesto que el meteorito que chocó con la Tierra hace 1,93 millones de años (durante la época de Anthro el primer hombre) chocó con la Tierra, ya que el meteorito es un objeto lanzado desde el futuro. Como resultado, es parte de un fragmento del mencionado meteorito, construido como un amuleto, hecho de un material rocoso llamado Teclita, que se fusionó con los otros componentes del meteorito, concebido posteriormente como una joya, y cuyo origen tiene que ver con el acontecimiento del mismo "meteorito" que le concedió los poderes a Vandal Savage, el cual adquirió entre sus variados poderes como el poder característico de la inmortalidad. Dicho meteorito, fue lanzado desde el futuro viajando a través del tiempo. Sus creadores y su propósito, hasta el momento son desconocidos.

- Como resultado, el Hombre Inmortal posee el poder de resucitar cada vez que muere, como una nueva persona. Las reencarnaciones parecen suceder casi inmediatamente tras su inmediata muerte, pero no siempre puede recordar quién fue antes, sin embargo, logra recuperar sus viejos recuerdos de sus vidas pasadas más adelante. Por lo general, retiene la mayoría de las habilidades que ha aprendido en vidas anteriores.

- El Hombre Inmortal también posee super-fuerza, algunos poderes hipnóticos, así como pequeños talentos pirocinéticos, además, puede volar usando el poder telecinético.

## Apariciones en otros medios
La Historia del Hombre Inmortal es relatada en el Arrowverso en la serie de televisión, "DC: Leyendas del Mañana".